# Santa Elisabetta
Santa Elisabetta ist eine Stadt im Freien Gemeindekonsortium Agrigent in der Region Sizilien in Italien.

## Lage und Daten
Santa Elisabetta liegt 21 km nördlich von Agrigent im Landesinneren. Hier wohnen 2176 Einwohner (Stand 31. Dezember 2023), die hauptsächlich in der Landwirtschaft arbeiten.
Die Nachbargemeinden sind Aragona, Joppolo Giancaxio, Raffadali und Sant’Angelo Muxaro.

## Geschichte
Die heutige Stadt wurde 1620 gegründet und war ein Ortsteil von Aragona, bis die Gemeinde 1955 selbständig wurde. Aufgrund der hohen Arbeitslosigkeit wanderten viele Einwohner von Santa Elisabetta aus. Bis zum Zweiten Weltkrieg emigrierten Einwohner von Santa Elisabetta überwiegend nach Nord- und Südamerika. Ab 1950 fand eine große Auswanderungswelle nach Deutschland, Belgien und Frankreich statt, die bis in die späten 1970er Jahre anhielt.

## Sehenswürdigkeiten
- Piazza San Carlo mit schönen Keramiken, die die Brotherstellung zeigen
- Sikanische Gräber am Dorfrand auf dem Keli-Hügel

## Sonstiges
Die häufigsten Familiennamen in Santa Elisabetta sind Fragapane, Catalano und Rizzo.